# NGC 2095
NGC 2095 is een open sterrenhoop in het sterrenbeeld Goudvis. Het hemelobject werd op 20 december 1835 ontdekt door de Britse astronoom John Herschel.

## Synoniemen
- ESO 86-SC24